# جولین بیگ
جولین بیگ (انگلیسی: Julien Bègue؛ زادهٔ ۸ اوت ۱۹۹۳) بازیکن فوتبال اهل فرانسه است که در پست هافبک بازی می‌کند.
از باشگاه‌هایی که در آن بازی کرده‌است می‌توان به باشگاه فوتبال گنگام، باشگاه فوتبال آسترا جورجو، و باشگاه فوتبال لو مان اشاره کرد.